# Kaspineunauge
Das Kaspineunauge (Caspiomyzon wagneri) ist die einzige Art der Gattung Caspiomyzon aus der Ordnung der Neunaugen (Petromyzontiformes).

## Merkmale
Das Kaspineunauge besitzt einen aalähnlichen, schuppenlosen Körper. Es hat wie alle Neunaugen ein knorpeliges Skelett, keine Wirbel und keine Paarflossen.
Seine Oberkieferplatte ist schmal und mit nur einem einzigen, stumpfen Zahn besetzt. Auf der Unterkieferplatte sitzen dagegen 5 Zähne, von denen die beiden äußeren manchmal 2 Höcker aufweisen. Die Mundscheibe ist im inneren Bereich mit abgestumpften, im äußeren Bereich dagegen mit schwachen, gerundeten und in schrägen Bögen angeordneten Hornzähnen besetzt. Die vordere Zungenplatte weist an ihrer Vorderkante eine Reihe gleich großer Zähnchen auf, eine mittlere Einsenkung der Zungenplatte ist nicht vorhanden. Die Rückenflossen der erwachsenen Tiere sind, je nach Reifestadium, durch einen weiten Zwischenraum getrennt oder stehen miteinander in Berührung. Die zweite Rückenflosse ist mit der Schwanzflosse verbunden.
Der Rücken der Art ist hell grünlich bis dunkel olivfarben gefärbt, eine Marmorierung oder dunkle Flecke sind nicht vorhanden. Die Flanken und die Bauchseite sind hell und weisen einen silbrigen Glanz auf.
Das Kaspineunauge erreicht meist eine Länge von 20 bis 40 cm, selten kommen auch Exemplare bis 55 cm vor, und ein Gewicht von 200 g.

## Verbreitung
Das Kaspineunauge ist endemisch im Kaspischen Meer sowie einmündenden Flüssen wie Wolga (einschließlich der Nebenflüsse Kama und Oka), Ural, Terek und Kura.

## Lebensweise
Das Kaspineunauge ist eine nicht parasitierende Art. Die Larven (Querder) ernähren sich von Diatomeen und Detritus, wobei die Nahrungsaufnahmeaktivitäten am höchsten im Sommer und am niedrigsten im Winter sind. Während der Metamorphose findet keine Nahrungsaufnahme statt. Adulte Tiere ernähren sich mutmaßlich von Aas oder von Wirbellosen und Fischlaich am Gewässergrund.
Eine Laichwanderung vom Meer in die Flüsse findet jährlich von Oktober bis Dezember statt. Die Tiere nutzen die gleichzeitig erfolgende Laichwanderung der Winterform von Salmo trutta caspius (Kaspische Forelle) und hängen sich an die Kiemendeckel der Salmoniden. Ab dem Beginn der Laichwanderung stellen die Tiere die Nahrungsaufnahme ein. Im Anschluss an die Winterruhe ist von März bis Mai die Laichzeit der Art. Hierbei werden an geeigneten sandigen und kiesigen Stellen im Flussbett von den Weibchen je nach Größe 20.000 bis 36.000 Eier in Nestgruben abgelaicht. Nach dem Laichen sterben die Tiere.